# کریستوفر یانگ
کریستوفر یانگ (انگلیسی: Christopher Young؛ زادهٔ ۲۸ آوریل ۱۹۵۸) یک موسیقی‌دان اهل ایالات متحده آمریکا است. وی از سال ۱۹۸۲ میلادی تاکنون مشغول فعالیت بوده‌است.